# Operacja Dynamo

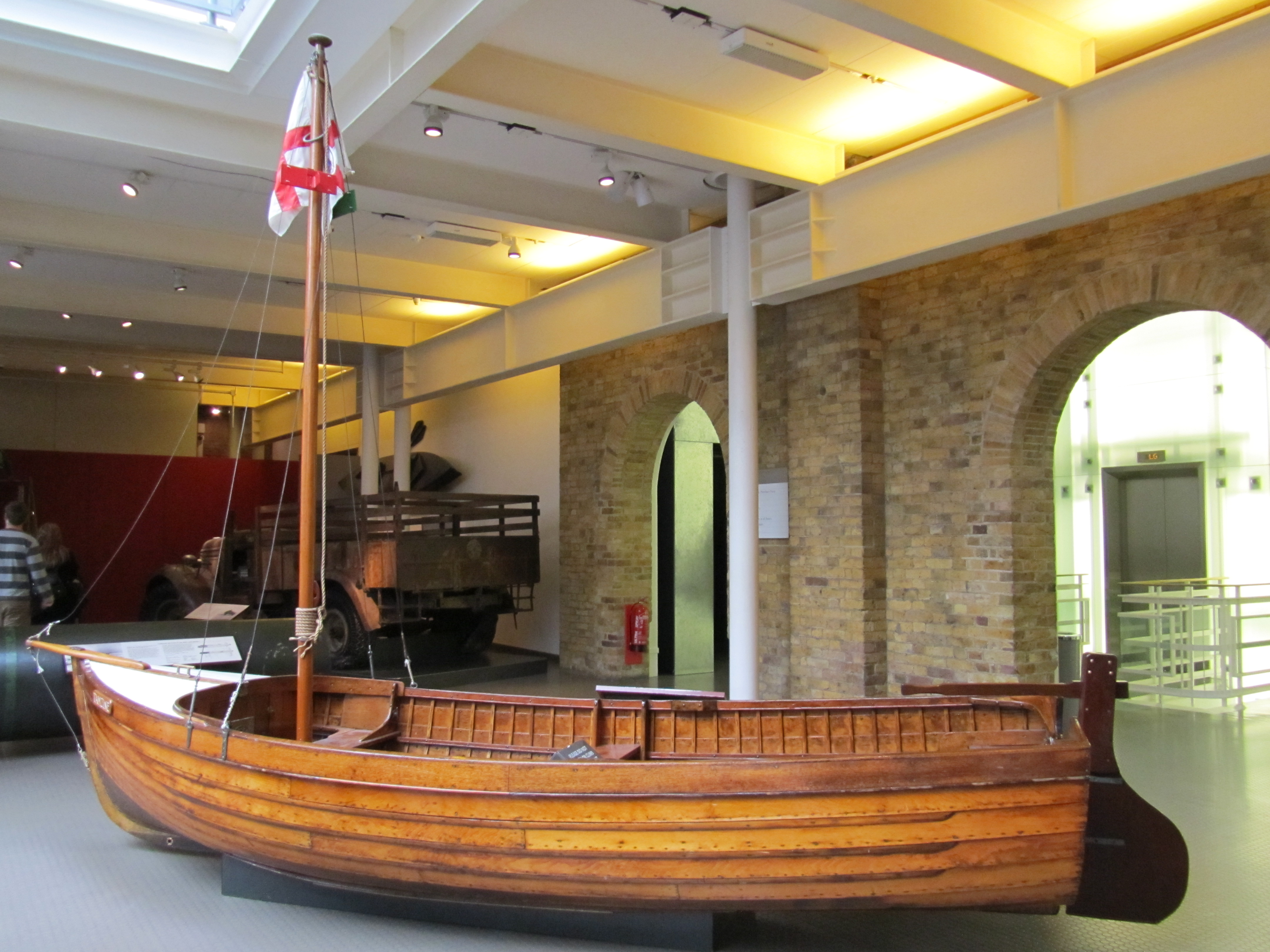
Brytyjska łódź rybacka Tamzine wykorzystana w czasie operacji Dynamo

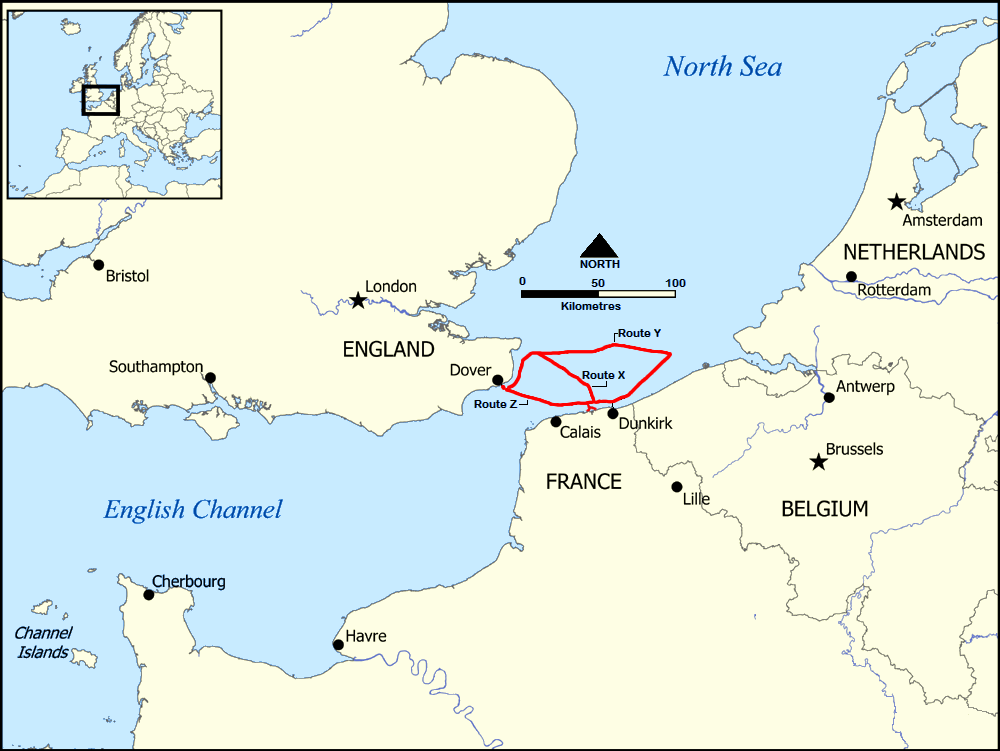
Drogi ewakuacji

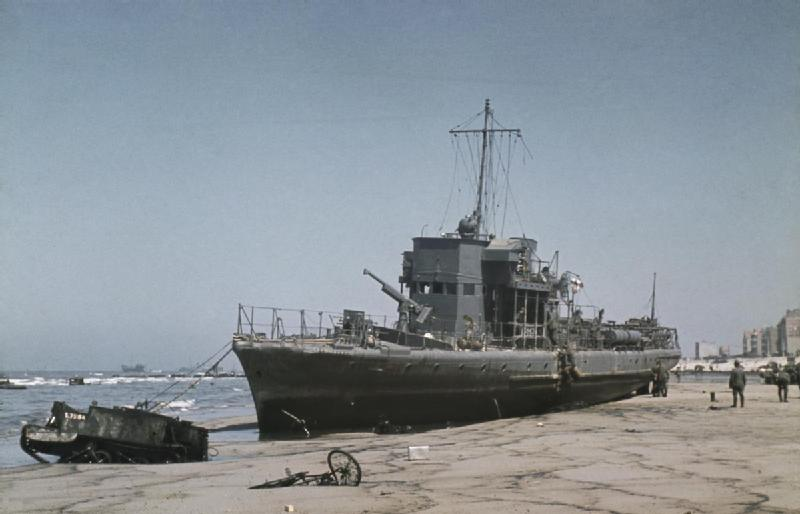
Sprzęt porzucony przez aliantów na plaży w Dunkierce, 4 czerwca 1940

Operacja Dynamo – podjęta w czasie trwania kampanii francuskiej podczas II wojny światowej udana próba ewakuacji Brytyjskiego Korpusu Ekspedycyjnego (BEF), części wojsk francuskich i belgijskich oraz niektórych oddziałów polskich i holenderskich z Dunkierki (północna Francja) do Wielkiej Brytanii, przeprowadzona w dniach 26 maja – 4 czerwca 1940.

## Przyczyny ewakuacji
Niemiecki Sztab Generalny zamierzał uderzyć od wschodu na neutralne Holandię i Belgię (w oparciu o plan Schlieffena), by – po wyjściu nad brzeg kanału La Manche – dokonać gwałtownego zwrotu na południe, kierując ostrze ataku na Paryż. Plan ten był dopracowywany od października 1939 i miał zostać zrealizowany 12 lub 17 stycznia 1940. Tymczasem 10 stycznia tego roku doszło do tak zwanego incydentu z Mechelen, kiedy to na terytorium Belgii przymusowo lądował samolot niemiecki przewożący plan inwazji. Belgowie powiadomili o zawartości dokumentów Francuzów i Brytyjczyków, którzy zaczęli koncentrować swe siły na bliskich podejściach do granicy belgijskiej oczekując, że nieprzyjaciel zrealizuje plan, którego kopię zdobyli. Tymczasem Niemcy zmienili plan. Generał Erich von Manstein zaproponował, by zgrupowanie pancerne uderzyło przez Ardeny na Sedan i następnie uderzyło na północ, zamykając w belgijskim kotle siły brytyjsko-francuskie. Adolf Hitler plan zatwierdził.
Po ataku Niemiec na Belgię, Holandię, Luksemburg i Francję (Fall Gelb) 10 maja 1940 oraz po niepowodzeniach w Norwegii (→kampania norweska) rząd Neville’a Chamberlaina stracił zaufanie społeczeństwa i wieczorem 10 maja premier Chamberlain podał swój gabinet do dymisji. Jego następcą został tego samego dnia Winston Churchill, który rozpoczął tworzenie rządu.

## Przebieg operacji
22 maja 1940 Royal Air Force (RAF) stracił swoje ostatnie lotnisko na kontynencie i od tego dnia brytyjskie samoloty musiały startować zza kanału La Manche. 24 maja niemieckie dywizje pancerne, które klinem wbiły się w północną Francję i 20 maja dotarły nad brzeg kanału La Manche, zatrzymały się na linii kanałów 30–50 km na południe od portowego miasta Dunkierka. Dowódcy niemieccy obawiali się cęgowego kontrataku aliantów, czekali więc na wolno nadciągającą piechotę. Ponadto czołgi wymagały napraw, uzupełnienia paliwa i amunicji.
Żołnierze brytyjscy, zepchnięci nad brzeg morza, oczekiwali na ostateczne uderzenie wojsk niemieckich. Niemcy zauważyli przygotowania do ewakuacji i rozpoczęli przeciwdziałanie. Wieczorem 26 maja, w związku z ciężkim położeniem Brytyjskiego Korpusu Ekspedycyjnego, Admiralicja brytyjska wysłała do sztabu admirała Bertrama Ramsaya, mieszczącego się na zamku w Dover, sygnał nakazujący podjęcie operacji ewakuacyjnej. Nazwa operacji pochodziła od bunkra admirała Ramsaya w Dover, który w czasie I wojny światowej mieścił agregat prądotwórczy. Sama właściwa operacja Dynamo rozpoczęła się po północy, 27 maja. Alianci prowadzili rozpaczliwe, ciężkie walki na pozycjach obronnych wokół Dunkierki, utrzymując je do zakończenia załadunku na jednostki płynące do Anglii ostatnich żołnierzy.
W ciągu pierwszych trzech dni ewakuacji udało się uratować około 70 tysięcy żołnierzy, z każdym dniem nasilały się jednak ataki niemieckich bombowców, mających początkowo ograniczone pole działania z powodu gęstej mgły. W walkach przeciw znajdującym się w okrążeniu aliantom nie brały udziału siły pancerne, bowiem Hitler rozkazał wstrzymanie ich ofensywy, pozostawiając w natarciu jedynie Luftwaffe oraz Grupę Armii B (Haltebefehl).
28 maja Belgia skapitulowała. Wobec zniszczeń w mieście spowodowanych bombardowaniami, alianci zmuszeni byli wykorzystywać pobliskie plaże do załadunku wojsk.
Dzięki ofiarności marynarzy i lotników, osłaniających ewakuację, ostatecznie do 4 czerwca kontynent opuściło 338 226 żołnierzy (w tym około 123 tysiące belgijskich i francuskich). Pod Dunkierką do niewoli dostało się 34–40 tysięcy żołnierzy alianckich. Poniższa tabela podaje liczbę ewakuowanych według danych Sekcji Historycznej Admiralicji, Wydziału Działań Taktycznych i Sztabowych (HS/TSD):
| Data                | Żołnierze ewakuowani z plaż | Żołnierze ewakuowani z portu | Ogółem  |
| ------------------- | --------------------------- | ---------------------------- | ------- |
| 26–27 maja          | –                           | 7669                         | 7669    |
| 27–28 maja          | 5930                        | 11 874                       | 17 804  |
| 28–29 maja          | 13 752                      | 33 558                       | 47 310  |
| 29–30 maja          | 29 512                      | 24 311                       | 53 823  |
| 30–31 maja          | 22 942                      | 45 072                       | 68 014  |
| 31 maja – 1 czerwca | 17 348                      | 47 081                       | 64 429  |
| 1–2 czerwca         | 6695                        | 19 561                       | 26 256  |
| 2–3 czerwca         | 1870                        | 24 876                       | 26 746  |
| 3–4 czerwca         | 622                         | 25 553                       | 26 175  |
| Razem ewakuowano    | 98 671                      | 239 555                      | 338 226 |

Niemieckie lotnictwo nieustannie bombardowało Dunkierkę. Zapaliły się zbiorniki z ropą naftową, a wiatr nawiewał dym nad miasto. Szczęśliwie dla aliantów popsuła się dobra pogoda, a mgła oraz nisko wiszące chmury wymieszały się z dymem płonącej ropy i zasnuły miasto oraz plażę. Dodatkowo sypki piasek na plażach i wydmach skutecznie tłumił wybuchy bomb i pocisków artyleryjskich. W efekcie więcej alianckich żołnierzy zginęło od ostrzału z broni maszynowej.
W ewakuacji wzięło udział co najmniej 800 jednostek pływających wszelkiego typu, z czego Niemcy zatopili ponad 200. Straty Brytyjskiego Korpusu Ekspedycyjnego w ludziach wyniosły 15%, jednak znacznie większe Brytyjczycy zanotowali w wyposażeniu, ponieważ na francuskich plażach pozostawiono praktycznie całość ciężkiego sprzętu, w tym 84 427 pojazdów, 2472 działa i 657 tysięcy ton amunicji i sprzętu. Żołnierze, w miarę możliwości, starali się niszczyć pozostawione mienie. Ciężkie straty poniosła marynarka wojenna sprzymierzonych: 9 niszczycieli zostało zatopionych, uszkodzono 19 innych. Zatopiono również 8 transportowców wojska oraz ciężko uszkodzono dalsze 9. Ciężkie straty poniosła flotylla cywilnych statków uczestnicząca w ewakuacji.

Ewakuacja wojsk spod Dunkierki zakończyła pierwszy etap kampanii zachodniej. W dniu zakończenia ewakuacji Winston Churchill przemawiał w parlamencie: 

Musimy bardzo uważać, aby nie przypisywać tej ewakuacji miana zwycięstwa. Wojen nie wygrywa się dzięki ewakuacjom. Lecz w tym ocaleniu było jednak zwycięstwo, które należy uznać. Zostało ono osiągnięte przez siły powietrzne (…).

Wbrew ocenie Churchilla RAF też poniósł poważne straty. Niemcy strącili 107 samolotów brytyjskich, a 86 pilotów cennych samolotów myśliwskich zginęło lub dostało się do niewoli. Wobec widocznego nieuchronnego upadku Francji, 10 czerwca 1940 Włochy wypowiedziały jej wojnę. 22 czerwca 1940 zostało podpisane francusko-niemieckie zawieszenie broni.
Wojska niemieckie dotarły zwycięsko do kanału La Manche. Wobec braku brytyjskiej chęci do rezygnacji z walki i zawarcia pokoju, Hitler wydał w dyrektywie nr 16 rozkaz przygotowania niezrealizowanej operacji desantowej, a w dyrektywie nr 17 rozpoczęcie ofensywy lotniczej przeciwko Wielkiej Brytanii.

## Zagadka Dunkierki
Jedną z tajemnic II wojny światowej jest to, dlaczego Adolf Hitler zatrzymał niemieckie siły pancerne. Hitler uważał, że Brytyjczycy będą we Francji walczyć do ostatniego naboju. Zawsze twierdził, że gdziekolwiek Anglicy postawili nogę, niemal niemożliwe było przepędzenie ich stamtąd. Generał Heinz Guderian jakoby poinformował Hitlera, że teren w rejonie Dunkierki – podmokły i pocięty kanałami – nie będzie sprzyjał operacji wojsk pancernych. W takim terenie okopani i przygotowani do obrony żołnierze alianccy zadaliby Niemcom duże straty, a bitwa o Francję dopiero wchodziła w decydującą fazę. Dodatkowo feldmarszałek Hermann Göring zapewnił Hitlera, że samoloty niemieckie zaminują wody przybrzeżne, aby brytyjskie jednostki pływające nie mogły dostać się do plaż lub zostały zatopione przy brzegu. Żołnierze alianccy tkwiliby bez zaopatrzenia uwięzieni na brzegu, będąc niemieckimi zakładnikami i wpływając na decyzje brytyjskiego rządu. Prawdopodobnie w ten sposób Hitler zamierzał zawrzeć pokój z Wielką Brytanią. Luftwaffe jednakże zawiodło Hitlera. Hitlerem kierowały względy polityczne; zabicie brytyjskich żołnierzy mogłoby uniemożliwić zawarcie pokoju, a to Wielka Brytania wypowiedziała wojnę Niemcom 3 września 1939.

## Kultura masowa
Film wojenny Dunkierka (2017) w reżyserii Christophera Nolana opowiada o operacji Dynamo.